# Nava del Rey
Nava del Rey település Spanyolországban, Valladolid tartományban. Nava del Rey Tordesillas, Rueda, Valladolid, Villaverde de Medina, Nueva Villa de las Torres, Carpio, Valladolid, Castrejón de Trabancos, Alaejos, Siete Iglesias de Trabancos és Pollos községekkel határos. Lakosainak száma 1925 fő (2024).

## Népesség
A település népessége az utóbbi években az alábbiak szerint változott:
| Lakosok száma | 2237 | 2127 | 2157 | 2144 | 2103 | 2091 | 2074 | 1986 | 1951 | 1925 |
|               | 2001 | 2004 | 2007 | 2009 | 2012 | 2014 | 2017 | 2019 | 2022 | 2024 |